# Voxnabruk
Voxnabruk är en småort i Ovanåkers kommun och kyrkbyn i Voxna socken i västra Hälsingland. Strax intill orten rinner älven Voxnan. På orten finns Voxna kyrka.

## Historik
Voxnabruk är ett tidigare brukssamhälle som anlades på 1720-talet av Anders Swab. Bruket och skogsägorna togs över av Wilhelm Kempe på 1840-talet som senare kom att sammanföra bruket med det i Ljusne och bildade Ljusne-Voxna AB. 
Lämningar finns kvar från brukstiden i form av gruvor och masugn, utöver byggnadsminnena Voxna herrgård och Voxna smedja.

## Befolkningsutveckling
| Befolkningsutvecklingen i Voxnabruk 1960–2015                                                       | Befolkningsutvecklingen i Voxnabruk 1960–2015 | Befolkningsutvecklingen i Voxnabruk 1960–2015 | Befolkningsutvecklingen i Voxnabruk 1960–2015 | Befolkningsutvecklingen i Voxnabruk 1960–2015 |
| --------------------------------------------------------------------------------------------------- | --------------------------------------------- | --------------------------------------------- | --------------------------------------------- | --------------------------------------------- |
| |                                               |                                               |                                               |                                               |
| År                                                                                                  |                                               |                                               | Folkmängd                                     | Areal (ha)                                    |
| 1960                                                                                                | 1960                                          |                                               | 162                                           | ¤                                             |
| 1990                                                                                                | 1990                                          |                                               | 128                                           | 37#                                           |
| 1995                                                                                                | 1995                                          |                                               | 170                                           | 40#                                           |
| 2000                                                                                                | 2000                                          |                                               | 164                                           | 40#                                           |
| 2005                                                                                                | 2005                                          |                                               | 140                                           | 40#                                           |
| 2010                                                                                                | 2010                                          |                                               | 135                                           | 40#                                           |
| 2015                                                                                                | 2015                                          |                                               | 123                                           | 47#                                           |
| Anm.: 1990 som Södra delen av Voxnabruk. ¤ Som tätortsbebyggelse med 150-199 invånare # Som småort. |                                               |                                               |                                               |                                               |

## Galleri

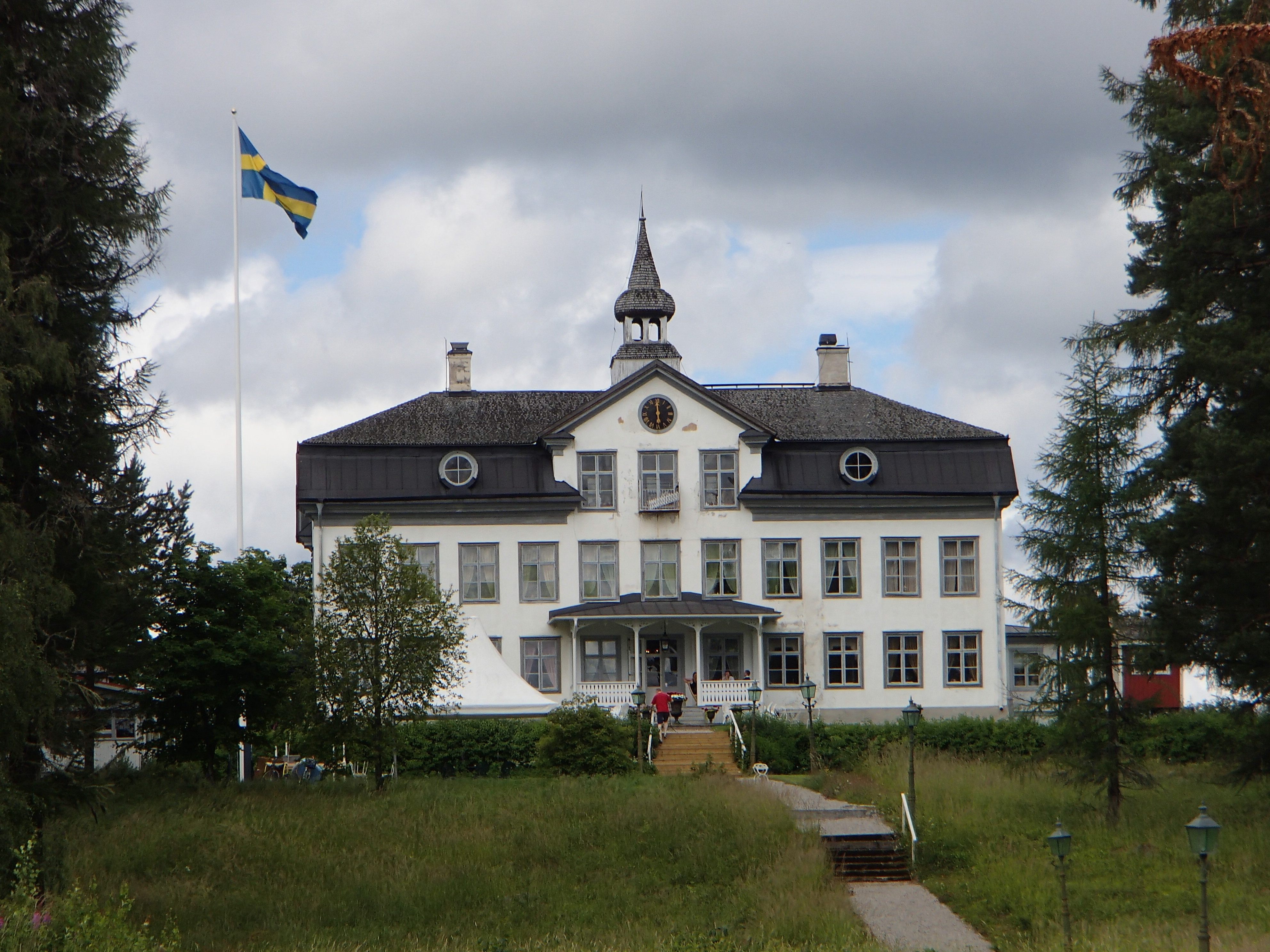
Voxna herrgård.
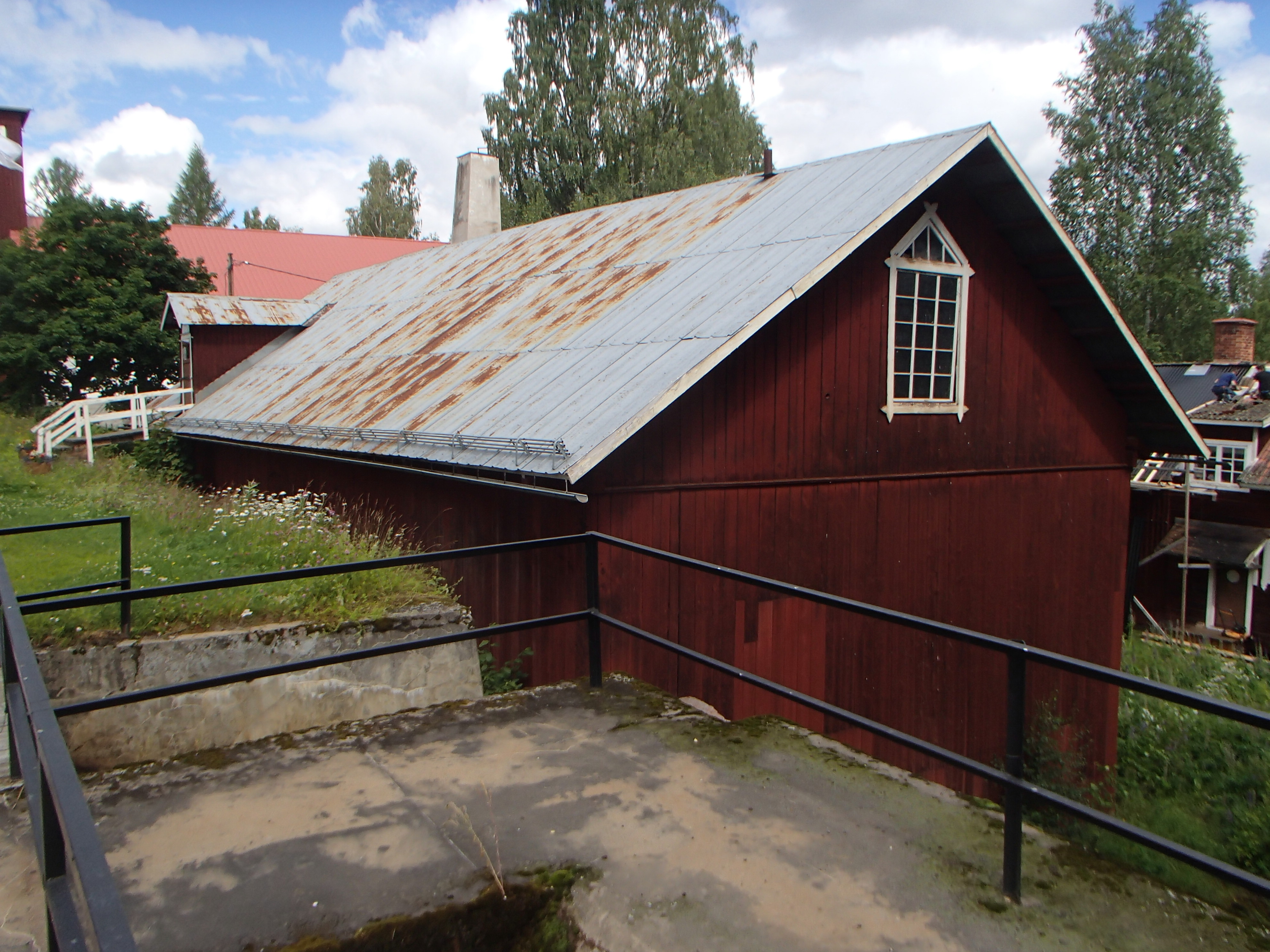
Voxna smedja.
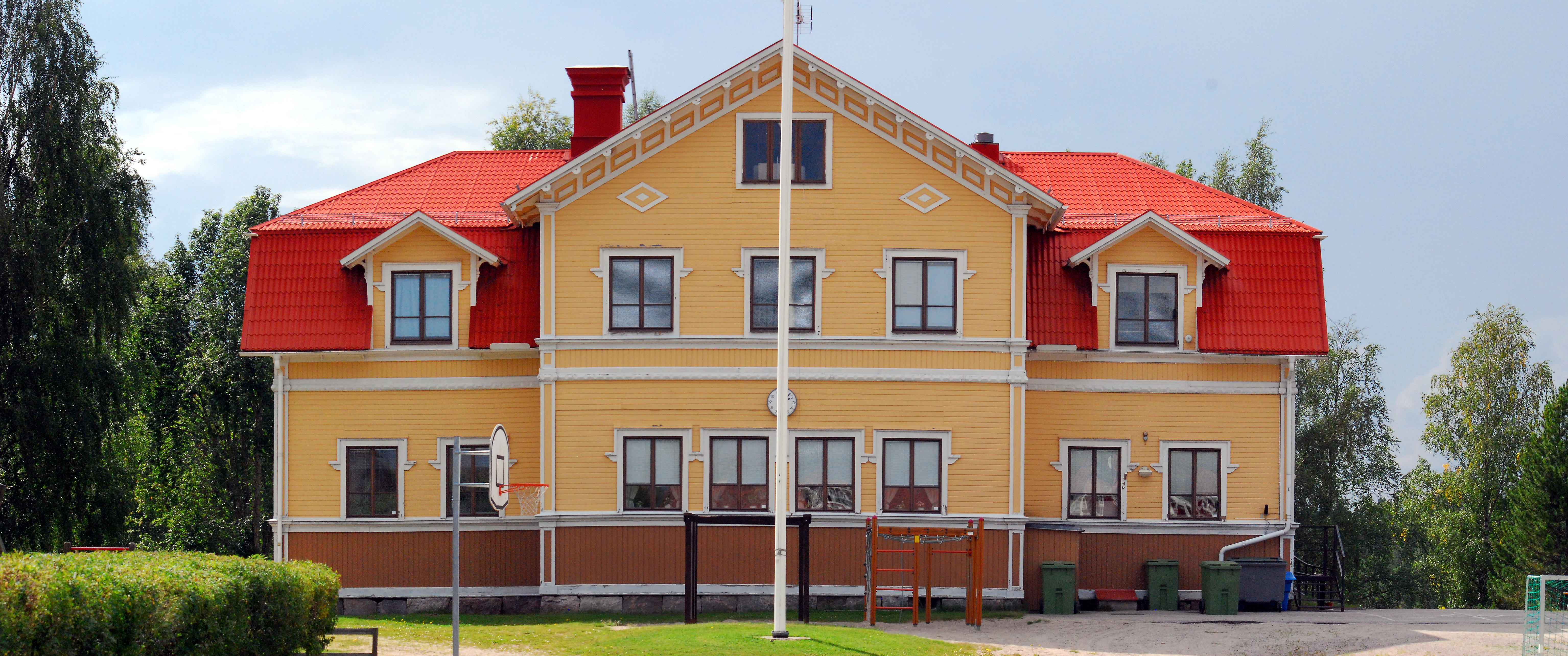
Voxnabruk skola, augusti 2009.